# Лисицын, Евгений Анатольевич
Евге́ний Анато́льевич Лиси́цын (16 июля 1981, Луганск, Украинская ССР, СССР) — украинский футболист, полузащитник.

## Биография
Футболом начал заниматься в СДЮШОР «Заря». Первый тренер — А. С. Тарасов. В восьмом классе ездил в московский «Спартак» на просмотр, но вынужден был покинуть расположение «красно-белых», потому что на тот момент в России не было первенства среди дублирующих составов, а во второй лиге легионерам играть запрещалось. В выпускном классе Евгения пригласили в Ровеньки. Местный клуб «Авангард-Индустрия» испытывал финансовые трудности и поэтому привлекал в состав совсем молодых исполнителей. Тут Евгений провёл всего 4 матча. Первой полноценной взрослой командой для Лисицына стала луганская «Эллада», выступавшая в чемпионате области. За этот коллектив отыграл год, становился чемпионом области.
После «Эллады» в 2001 году Лисицын снова поехал в Москву, где подписал полноценный контракт. Выступал в дубле под руководством тренера Королёва. За основную команду сыграл 15 минут в матче с «Зенитом» 30 июня 2001 года. Российская карьера Лисицына продолжилась в воронежском «Факеле», а затем в грозненском «Тереке». После того как клуб лишился места в элитном российском дивизионе, от услуг Лисицына решили отказаться. Был ряд предложений от команд России и Украины, но сумму отступных, которую запрашивал «Терек», платить никто не хотел. В итоге Евгений не играл почти год, дожидаясь пока контракт с клубом закончится.
Вернувшись на Украину в плохой спортивной форме, Лисицын принимает предложение днепродзержинской «Стали», а затем через полгода переберается ближе к семье — в Алчевск. Отыграв два года в местной «Стали», перешёл в ужгородское «Закарпатье». В этой команде состоялся дебют Лисицына в украинской Премьер-лиге. В этом сезоне ужгородцы понизились в классе. Проведя в «Закарпатье» ещё сезон, Евгений перешёл в МФК «Николаев». В составе «корабелов» был одним из лидеров на поле, выводил команду с капитанской повязкой. По итогам сезона разделил звание лучшего игрока команды с Гудзикевичем и Бровкиным. Сама же николаевская команда от вылета во вторую лигу спаслась лишь в дополнительном матче.
Перед стартом сезона 2012/13 перешёл в харьковский «Гелиос». В Харькове сыграл в 18 матчах первого круга и в зимнюю паузу получил от руководства «солнечных» «вольную».